# Trichophysetis fulvifusalis
Trichophysetis fulvifusalis is een vlinder uit de familie van de grasmotten (Crambidae). De wetenschappelijke naam van de soort is voor het eerst gepubliceerd in 1903 door Oswald Bertram Lower.
De soort komt voor in Australië (Queensland).